# Nedjma
Nedjma (in arabo "Stella", nome di donna) è il titolo del primo e più celebre romanzo, in francese, dello scrittore algerino Kateb Yacine. Pubblicato nel 1956, in piena guerra d'Algeria, trovò subito vasta eco in Francia e all'estero, e venne tradotto in numerose lingue.
Il romanzo, dalla costruzione alquanto complessa e di non facile interpretazione, è considerato un'allegoria delle infinite contraddizioni dell'Algeria, incarnata nella protagonista, Nedjma, che quattro uomini contemporaneamente desiderano (Rachid e Mourad, cittadini, Lakhdar e Mustafà, campagnoli), tutti tra di loro imparentati, e forse anche imparentati con la stessa Nedjma. La vicenda propone la storia della famiglia Keblouti (Keblout ne era il mitico antenato comune) attraverso le impressioni dei protagonisti: lo stesso autore definiva il romanzo un'«autobiografia plurale».

## Descrizione
Scritto sostanzialmente prima del 1º novembre 1954, data dello scoppio dell'insurrezione, il romanzo è stato letto come un compendio sull'Algeria colonizzata che annunciava la necessità della sua liberazione. Kateb Yacine (1929-1989) ebbe modo di sottolineare lui stesso che «all'epoca si trattava di dimostrare in francese che l'Algeria non era francese». Ma Nedjma rompeva anche con la letteratura di testimonianza diretta sulla colonizzazione. D'altra parte – evento insolito – il romanzo era preceduto da un'«avvertenza» attribuita agli «editori» che riconosceva come in esso fossero presenti procedimenti narrativi «talora sconcertanti per il lettore europeo» e che quindi, per evitare al lettore di perdersi in un intrico più apparente che reale, ne proponeva un riassunto. Molti sono stati i riferimenti proposti per trovare una collocazione a questo oggetto incongruo che era Nedjma: c'è chi lo ha ricollegato ad una matrice faulkneriana, chi alle influenze del Nouveau Roman; più scaltramente, l'«avvertenza» degli editori vi rinveniva non poche tracce della tradizione letteraria araba.

## Costruzione del romanzo

### Una costruzione frammentata
La struttura del romanzo, in effetti, non può che disorientare il lettore: la cronologia è confusa, i punti di vista narrativi sono molteplici, ripartiti tra quello del narratore esterno e quelli dei quattro personaggi principali, di cui a volte il romanzo sposa i flussi di coscienza. Formalmente, il libro è diviso in sei parti, che si suddividono in dodici (o due volte dodici) capitoli o sequenze, più o meno brevi, a volte limitate ad una mezza pagina. Questi frammenti sono numerati da I a XII e la numerazione, come quella degli orologi, ricomincia daccapo quando un ciclo duodecimale è concluso. Questa costruzione circolare è sottolineata dal ritorno letterale della sequenza iniziale nelle ultime pagine del libro. Alcuni motivi ricorrenti (il coltello che circola di mano in mano, la ripetizione di scene di tortura) impongono un'atmosfera continua di violenza. Ma non vi è alcuna unità di tono o di genere: la costruzione destrutturata giustappone racconto tradizionale riferito da un narratore (c'è chi ha visto nelle prime sequenze un centone di Lo straniero di Albert Camus), scene dialogate, frammenti di diari intimi, monologhi interiori, testi poetici, ecc.

### Un'autobiografia plurale
Questa complessità di costruzione, gli intrichi testuali, la giustapposizione di elementi di diverso ordine e diversa temporalità rendono la lettura una decifrazione ed una scoperta di una storia di famiglia andata in pezzi. Un'«autobiografia plurale», diceva Kateb Yacine. Infatti, il racconto si organizza intorno a quattro giovani, Rachid e Mourad, i cittadini, Lakhdar e Mustafà, i campagnoli, quattro cugini (Lakhdar e Mourad si riveleranno fratelli), discendenti dallo stesso antenato tribale, Keblout, e innamorati della stessa donna, la misteriosa Nedjma, sposa di Kamel (che forse ne è il fratello). Nedjma è la figlia di una Francese, forse di origine ebraica, che ha avuto molteplici legami con amanti arabi:
Forse lei è la figlia di Si Mokhtar, avventuriero fantastico e mitomane, che aiuta Rachid a rapire Nedjma per condurla a Nadhor, mitica culla della tribù dei Keblouti.
La carica mitica di questa storia di una famiglia stravolta e frantumata è dirompente. Dipanare la genealogia dei Keblouti equivale a ritrovare un'identità perduta, tentare di saldare di nuovo la continuità interrotta dalla colonizzazione. Il romanzo mostra al contempo la necessità e l'impossibilità di questo percorso a ritroso verso le origini tribali. Il personaggio di Nedjma (il cui nome significa «stella» in arabo) può essere letto come una personificazione mitica dell'Algeria, nella sua radiosa bellezza meticcia e mediterranea. Ma il romanzo lascia ampi spazi all'interpretazione.
I personaggi e i temi di Nedjma compaiono già in alcune poesie («Nedjma ou le poème ou le couteau» "Nedjma o la poesia o il coltello", nel Mercure de France del 1948); ricompaiono poi nel teatro con Le Cadavre encerclé o il montaggio di La Femme sauvage. La versione del romanzo pubblicata nel 1956 è stata quasi certamente rimaneggiata e amputata su richiesta dell'editore. Frammenti del romanzo primitivo sono stati inseriti in Le Polygone étoilé (1966). Sarebbe opportuno cercare di ricostituire quello che è stato il progetto romanzesco di Kateb nel suo primo impulso.